# 激務
| ウィキペディアには「激務」という見出しの百科事典記事はありません（タイトルに「激務」を含むページの一覧/「激務」で始まるページの一覧）。 代わりにウィクショナリーのページ「激務」が役に立つかもしれません。 |